# Petru Ojog
Petru Ojog (Chișinău, 17 luglio 1990) è un ex calciatore moldavo, di ruolo centrocampista.

## Carriera
Ha collezionato oltre 120 presenze nella massima serie moldava con varie squadre.

## Palmarès

### Club

#### Competizioni nazionali
- Cupa Federației: 1

Sfîntul Gheorghe: 2020
- Coppa di Moldavia: 1

Sfîntul Gheorghe: 2020-2021
- Supercoppa di Moldavia: 1

Sfîntul Gheorghe: 2021